# Alhambra (biograf, Göteborg)
Kinematografen i Göteborgs arkader eller bara Arkaden var en biograf i Arkaden i Göteborg som öppnade 27 juli 1902 i en liten källarlokal vid Södra Hamngatan. Den var Sveriges första permanenta biograf, startad av J. Svensson, och inledningsvis hade biografen inget officiellt namn. Från december 1903 övertogs verksamheten av dansken Niels Jacobsen, mest känd som Le Tort. År 1904 överlät Le Tort verksamheten till Alfred Nordenstam och F W Edholm, vilka den 16 september 1904 döpte biografen till Alhambra. När Edholm dog 1917 stängdes Alhambra.